# اهوازوتپک
اهوازوتپک (به اسپانیایی: Ahuazotepec) یک منطقهٔ مسکونی در مکزیک است که در پوئبلا واقع شده‌است.

## خصوصیات
اهوازوتپک ۱۰٬۴۵۷ نفر جمعیت دارد و ۲٬۴۳۹ متر بالاتر از سطح دریا واقع شده‌است.